# Kinrooi
Kinrooi là một đô thị ở tỉnh Limburg. Ngày 1 tháng 1 năm, 2006 Kinrooi có tổng dân số 11.977 người. Tổng diện tích là 54,76 km² với mật độ dân số 219 người trên mỗi km².
Đô thị này có 5 làng: Molenbeersel, Kinrooi, Kessenich, Geistingen và Ophoven.
Ngày 18 tháng 9 năm 1971, 5 làng (Molenbeersel, Kinrooi, Kessenich, Geistingen và Ophoven) đã được hợp nhất thành đô thị Kinrooi..